# Angelyne
Angelyne (właśc. Ronia Tamar Goldberg, ur. 2 października 1950 w Chmielniku) – amerykańska modelka, piosenkarka, aktorka i przedsiębiorca, która stała się znana w 1984, po wywieszeniu w Stanach Zjednoczonych serii ikonicznych billboardów w Los Angeles w Kalifornii i okolicach, na których widniało tylko słowo „Angelyne” i przedstawiało ją sugestywnie pozującą. Przyciągnęły one uwagę lokalnych mediów i wkrótce otrzymała szereg ofert ról filmowych, wywiadów w czasopismach i występów w programach telewizyjnych. Głównym znakiem rozpoznawczym jej osobowości celebrytki był różowy Chevrolet Corvette. Jej billboardy pojawiły się w wielu filmach i serialach telewizyjnych, w tym w napisach początkowych serialu ABC Na wariackich papierach z Cybill Shepherd i Bruce’em Willisem, a także wykorzystane w serialach animowanych takich jak Simpsonowie, Futurama i BoJack Horseman czy filmach – Sobowtór (1991), Fan (1996), Wulkan (1997), Osiem milimetrów (1999), Pojutrze (2004), Notorious (2009), Rock of Ages (2012), Wielki Liberace (2013) i Terminator: Genisys (2015).

## Życiorys

### Wczesne lata
Urodziła się pod Kielcami w rodzinie żydowskiej jako córka Bronisławy (z domu Zernicka) i Henryka Goldbergów. Wychowywała się z młodszą siostrą Annette Block (ur. 1954). Jej rodzice przeszli przez getto w Chmielniku i obóz koncentracyjny w Skarżysku-Kamiennej. Po wojnie Goldbergowie powrócili do Polski, a później wyemigrowali do Izraela, a stamtąd wyprowadzili się do dystryktu Fairfax w Los Angeles w USA. Goldberg uczęszczała do James Monroe High School, przeszła kilka operacji plastycznych, a w późnych latach 60. była krótko mężatką z Michaelem Straussem.

### Kariera
Debiutowała na kinowym ekranie jako przesłuchiwana piosenkarka w komedii grozy w stylu rockowej opery Briana De Palmy Upiór z raju (Phantom of the Paradise, 1974) z udziałem Paula Williamsa. Wystąpiła potem w dramacie Jamesa Ivory’ego Zwariowane party (The Wild Party, 1975) z Jamesem Coco, Raquel Welch i Perrym Kingiem. Była Czerwonym Kapturkiem w komedii I. Roberta Levy’ego Czy mogę to zrobić ... dopóki nie będę potrzebować okularów? (Can I Do It... ’Til I Need Glasses?, 1977) u boku Rona Jeremy’ego i Robina Williamsa. W westernie komediowym Roberta Aldricha Frisco Kid (1979) z Gene’em Wilderem i Harrisonem Fordem pojawiła się jako piersiasta Lady.
W 1978 dołączyła do punkrockowego zespołu Baby Blue swojego ówczesnego chłopaka, który występował w klubach w Los Angeles, ale nigdy nie odniósł sukcesu finansowego. W 1982 wydała swój debiutancki album, a jej pierwsze plakaty zaczęły pojawiać się w ramach promocji albumu. Po uruchomieniu ogromnej kampanii billboardowej w lutym 1984 rozpoczęła pracę nad swoim drugim albumem. Driven to Fantasy ukazał się w 1986.
Za występ w komedii fantasy Juliena Temple’a Ziemskie dziewczyny są łatwe (Earth Girls Are Easy, 1988) z Geeną Davis i Jeffem Goldblumem była nominowana do Złotej Maliny jako najgorsza aktorka drugoplanowa. Zagrała postać Josie w dreszczowcu Marty’ego Ollsteina Niebezpieczna miłość (Dangerous Love, 1988) u boku Lawrence’a Monosona i Elliotta Goulda. Po udziale w filmie sensacyjno-przygodowym Tony’ego Zarindasta Hardcase i pięść (Hardcase and Fist, 1989) jako tancerka Sly Fox z Tedem Priorem, pojawiła się jako blondynka w komediodramacie kryminalnym Andrieja Konczałowskiego Homer i Eddie (Homer and Eddie, 1989) z Whoopi Goldberg i Jamesem Belushim.
W 1997 Angelyne uruchomiła swoją stronę internetową, na której oferowała wycieczki po Bulwarze Zachodzącego Słońca i Hollywood.

## Filmografia

### Filmy
- 1979: Frisco Kid jako piersiasta Lady
- 1988: Ziemskie dziewczyny są łatwe w roli samej siebie
- 1989: Homer i Eddie jako blondynka
- 2017: The Disaster Artist w roli samej siebie

### Wideoklipy
| Rok  | Tytuł                           | Wykonawca              |
| ---- | ------------------------------- | ---------------------- |
| 1981 | „I Can Take Care of Myself”     | Billy Vera             |
| 1985 | „Jimmy Mack”                    | Sheena Easton          |
| 1987 | „Right on Track”                | Breakfast Club         |
| 1989 | „This Note’s for You”           | Neil Young             |
| 1990 | „Without You”                   | Mötley Crüe            |
| 1995 | „The I.N.C. Ride”               | Masta Ace Incorporated |
| 2002 | „We Are All Made of Stars”      | Moby                   |
| 2014 | „Pink Christmas”                | Slink                  |
| 2015 | „Dionysus”                      | Mikhail Tank           |
| 2015 | „Sunshine Sunshine Santa Claus” | Nikki & Candy          |
| 2015 | „Mirror Mountain”               | Mini Mansions          |
| 2017 | „Give Up The Wheel”             | Stray Echo             |
| 2019 | „Cell”                          | Fukushima Daisies      |
| 2020 | „Running Red Lights”            | The Avalanches         |

## Dyskografia

### Albumy
- Angelyne (1982)
- Driven to Fantasy (1986)
- Beware My Bad Boyfriend (niewydany)
- Beauty & the Pink (2000)

### Single
- „Rock n' Roll Rebel” / „Fantasy Man” (1978)
- „Too Much to Touch” / „Mystified” (1979)
- „Too Much to Touch” / „Emotional” (1981)
- „Kiss Me L.A.” (1982)
- „My List” / „Skin Tight” (1983)
- „Flirt” / „Dreamin' About You” (1986)
- „Animal Attraction” (1988)
- „I’m So Lucky” (2003)
- „Heart” (2017)
- „Sexy Heart” (2017)